# 警備ロボット
警備ロボット（けいびロボット、英: Security Robots）とは、事故、破壊、盗難等の事変に備え、警戒や防護に利用される機械（ロボット）である。

## 概要
従来、機械による警備では監視カメラとセンサが用いられてきたが、2010年代から高齢化による生産年齢人口の減少やドローンと人工知能の発達などにより、徐々に普及しつつある。また、オペレーターの雇用形態として従来のように監視室に滞在しなくても遠隔操作によって在宅環境でのパーソナルコンピュータやスマートフォンからの運用も含めたクラウドソーシングによる運用も可能になる事が想定される。これにより、従来の一極集中から地方在住者への雇用機会の提供も図れ、地域振興の一形態として寄与する事も想定される。
人手不足の背景から、清掃や案内などの機能を併せ持った複合型も登場した。
警備会社だけでなく、法執行機関でも採用する例があり、2016年に中国の深圳では顔認識による犯罪容疑者の特定が可能でテーザー銃などで武装化した非人型の警備ロボット、2017年にはアラブ首長国連邦のドバイではパトロールや駐車違反の罰金支払いなどが可能な人型の警備ロボットの警察への配備が報じられた。
家庭用ロボットの留守番ロボットやエンタテインメントロボットを警備サービス（機械警備）や、福祉介護サービスと連動させる例もある。

## 種類

### 遠隔操作型
- 人が無線操縦で操作するため、高度な判断を要する状況下においても迅速に行動可能。
- ロボット1台につき操縦者が1対1で必要になるので人件費がかかる。

### 自律型
- 予めプログラムされたルートに沿って自動運転を行い、不審者や不審物に対してビデオで記録するなど決められた対応をする。
- 人件費を削減できる。
- 臨機応変に行動できない。不審者がいる場合には遠隔操作による運転に切り替える機能を持つ機種もある。

## 形式
- 人型：二足歩行形態は不安定なために部品点数が少ないセグウェイのような走行システムが多いが、人間社会との親和性がある。
- 動物型：犬等の動物型で車輪では困難を伴う場所で使用される。
- ロボット型：機能一辺倒だが、現時点では一番普及している。

## 導入の利点
- 巡回警備等において、自動化できるため、人件費を削減できる（ヒトと違ってロボットは法律に基づく休憩時間が不要）。
- 治安の悪化や自然災害、引火性の燃料や毒物等の流出した地域等で警備員が接近するのは危険な地域に入る事が可能。

## 導入の欠点
- 現場の状況判断能力は人より劣る場合がある。

## ギャラリー

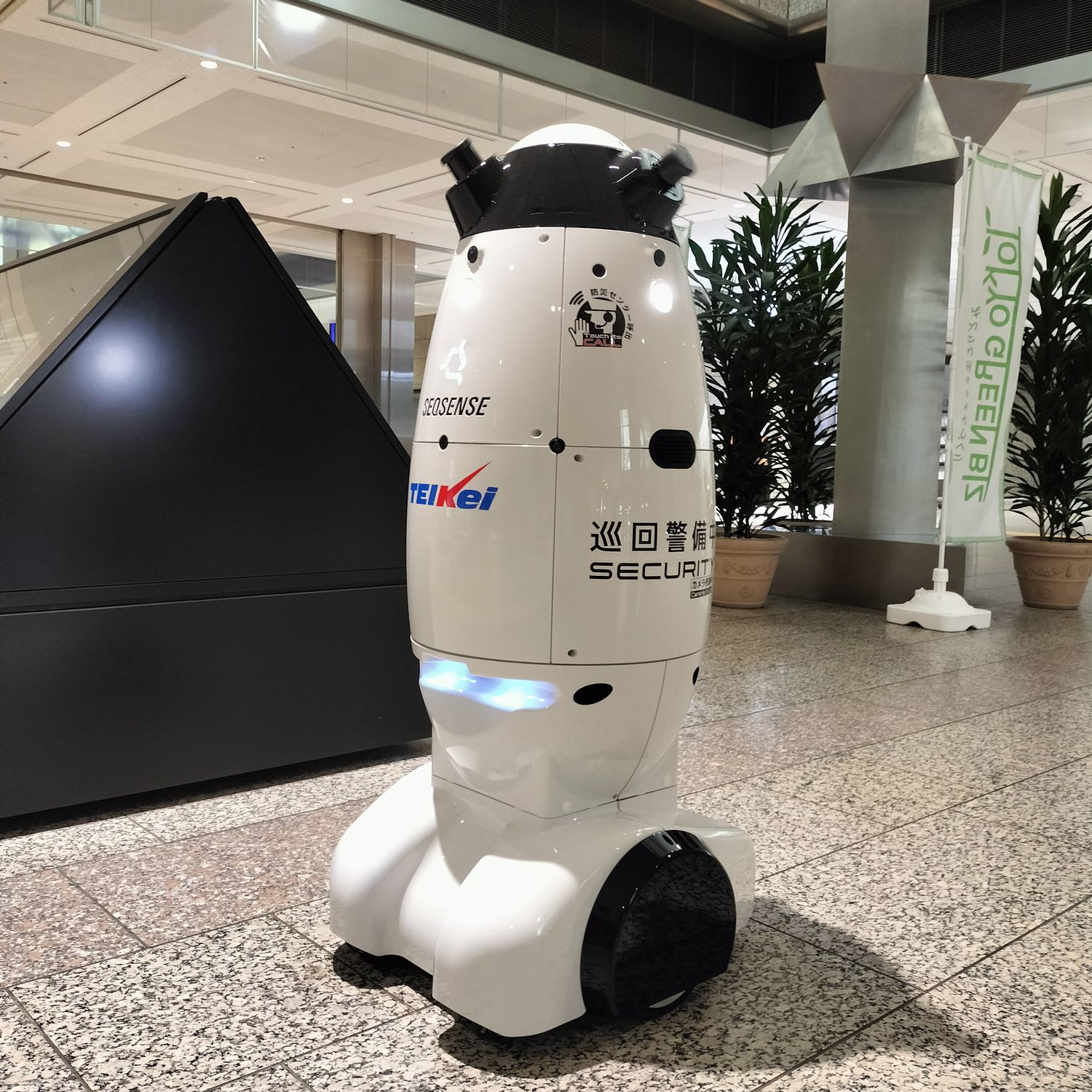
東京都庁の館内を巡回する警備ロボット（2024年4月）